# Dunthorne (Mondkrater)
Dunthorne ist ein kleiner Einschlagkrater auf der Mondvorderseite, am Rand des Palus Epidemiarum, östlich des Kraters Vitello und südwestlich von Campanus.
Der schüsselförmige Krater weist kaum Erosionsspuren auf.
| Buchstabe | Position           | Durchmesser | Link |
| --------- | ------------------ | ----------- | ---- |
| A         | 28,82° S, 32,72° W | 6 km        |      |
| B         | 31,37° S, 31,72° W | 6 km        |      |
| C         | 29,43° S, 32,61° W | 7 km        |      |
| D         | 29,95° S, 34,11° W | 6 km        |      |

Der Krater wurde 1935 von der IAU nach dem britischen Astronomen Richard Dunthorne offiziell benannt.